# バッケム
バッケム（Bachem Holding AG）は、ペプチド原薬を中心に開発・製造を行う医薬品メーカー。スイス・バーゼル＝ラント準州のブーベンドルフに本拠を置き、ペプチド医薬品の開発・製造受託における世界大手である。スイス証券取引所上場企業（SIX: BANB）。

## 沿革
1971年、バーゼル近郊のリースタルにてピーター・グロック（Peter Grogg）を中心にBachem Feinchemikalien AGの社名で設立、2人の従業員がペプチドの合成を専門に取り扱っていた。1977年にブーベンドルフに移り、1978年に初めて医療用ペプチドを製造、1987年にアメリカ合衆国に現地法人を設立、1998年に株式上場企業となった。1999年にカリフォルニア州に拠点を置くPeninsula Laboratories Inc.を買収、2003年に持株会社を設立、2007年にメルクの無菌ペプチド事業部門のMerck Biosciences AGを買収した。
2011年に大塚化学の設立した糖鎖工学研究所と、糖タンパク質の製造技術開発を目的に共同研究を開始し、インターフェロンβ－1aの化学合成による工業化プロセスの開発に成功、2015年、カリフォルニア州に拠点を置くAmerican Peptide Company Inc.を買収した。
アメリカ・スイス・イギリス・デンマークなどを拠点とする大手製薬企業に原薬を販売しており、売上ではヨーロッパ・アジア地域が約6割、北米が約4割となっている。

## 日本法人
日本法人のバッケムジャパン株式会社（Bachem Japan K.K.）は、2018年7月に設立、現在は東京（日本橋ライフサイエンスビルディング）にオフィスを持ち、日本をはじめとするアジア地域におけるペプチド原薬の販売事業を統括している。